# Organizační kultura
Organizační kultura je mladší odnoží pojmu kultura. V prostředí české literatury se využívají i pojmy podniková kultura a firemní kultura. Pojem organizační kultura se objevil poprvé v 60. letech 20. století, kdy byla v managementu populární škola lidských vztahů. Výraznějším předmětem zájmu se organizační kultura stala na počátku 80. let 20. století a to zejména v kontextu managementu. Nejčastěji uváděné důvody tohoto zájmu byl „japonský ekonomický zázrak“ a publikace prací zabývajících se hledáním dokonalosti v řízení společností.

## Vymezení pojmu organizační kultura
Pojem organizační kultura není jednotně definován. Někteří autoři tak přikročili k rozdělení přístupů k náhledu na pojem organizační kultury. Linda Smircich v roce 1983 ve svém článku identifikovala dva hlavní přístupy k vymezování organizační kultury. Jedná se o interpretativní přístup a objektivistický přístup. Interpretativní přístup nahlíží na organizační kulturu jako něco, čím organizace je. Objektivistický přístup naproti tomu považuje organizační kulturu za součást organizace, tedy za něco, co organizace má.

Alternativu k uvedeným přístupům nabízí Schultz. Ten identifikuje celkem tři přístupy – racionalistický, funkcionalistický a symbolistický. Racionalistický přístup považuje organizační kulturu za nástroj k efektivnímu dosažení cílů organizace. Funkcionalistický přístup se částečně překrývá s objektivistickým přístupem uvedeným výše, tedy bere organizační kulturu také jako součást organizace. Tento přístup staví zejména na práci Edgara H. Scheina. Třetí, symbolistický přístup se zabývá tím, jaký má organizace význam pro své členy. Převládajícím přístupem u tuzemských textů k výkladu kultury je přístup objektivistický (funkcionalistický).

## Definice pojmu organizační kultura
Publikace Gaining Control of the Corporate Culture hovoří o organizační kultuře jako o „…sdílené filosofii, ideologii, hodnotách, přesvědčeních, předpokladů, očekávání, postojů a norem“.

Daniel Denison definuje organizační kulturu jako „Podprahové hodnoty, přesvědčení a principy, které nám slouží jako základ pro systém managementu v organizaci stejně jako sada manažerských praktik a chování, které zároveň předvádějí a vyžadují tyto základní principy.“

Další definici nabízí George Gordon, a sice „Na organizační kulturu je nahlíženo jako na pro organizaci specifický systém široce sdílených předpokladů a hodnot, které dávají základ pro typické vzorce chování.“

Méně obecnou a jednodušší definici předkládá David Drennan: „Kultura je ‚jak se u nás věci dělají‘. Je to to, co je pro organizaci typické, zvyky, převládající postoje, vytvořené vzorce přijatelného a očekávaného chování.“

Další definice vidí organizační kulturu jako „Obecně sdílené a relativně stabilní názory, postoje a hodnoty, které existují v organizaci.“

Jako definice organizační kultury se často uvádí Scheinova definice, která se však v originále vztahuje k pojmu kultura: „Kultura je schéma sdílených tacitních předpokladů, které bylo osvojeno skupinou, jelikož řešilo problémy externí adaptace a vnitřní integrace, a fungovalo natolik dobře, že bylo považováno za odůvodněné, a tudíž vhodné pro předání novým členům jako správný způsob vnímání, myšlení a cítění ve vztahu k těmto problémům.“
Důvodem je zřejmě obecnost definice a také její široká platnost.

## Přístupy ke studiu organizační kultury
Vzhledem k mnohovrstevnatosti kultury je přirozeně velmi obtížné identifikovat veškeré prvky studované kultury. Na tento problém reaguje řada autorů a reprezentantů dotčených vědních oborů vytvářením odlišných přístupů ke studiu organizační kultury.
Na tomto místě je vhodné konstatovat, že při studiu organizační kultury je třeba studovat ji na všech jejích úrovních. Jako u většiny průzkumů lze i při studiu organizační kultury využívat kvalitativní i kvantitativní výzkumné techniky, nicméně je vysoce žádoucí využít kombinace obou technik pro zaručení dosažení nejkompletnějšího výstupu. Mezi kvalitativní techniky využívané pro studium zejména organizační kultury se nejčastěji řadí pozorování, hloubkový rozhovor, skupinový rozhovor, analýza dokumentů a projektivní metody. Nejčastěji využívanými kvantitativními technikami jsou pozorování (v tomto případě s předem omezeným způsobem zaznamenávání výsledků, např. kontrola četnosti předem určeného jevu) a strukturovaný rozhovor.

### Dimenze G.Hofstedeho
Kulturní dimenze G. Hofstedeho slouží pro popsání primárně národní kultury, nicméně je lze využít i při studiu organizační kultury. Jedná se o skupinu bipolárních měřítek, na jejichž základě jsou posuzováni příslušníci dané kultury. Hodnoty bipolárních měřítek jsou získávány pomocí kvantitativního výzkumu, a to dotazníkového šetření s velmi obsáhlým vzorkem účastníků. Původní výzkum byl uskutečněn na 116 tisících zaměstnanců firmy IBM v celkem 53 zemích světa a vedl k identifikaci čtyř dimenzí, které byly později rozšířeny o pátou dimenzi.
- Individualismus – kolektivismus
- Velká vzdálenost moci – malá vzdálenost moci
- Maskulinita – femininita
- Velká míra vyhýbání se nejistotě – malá míra vyhýbání se nejistotě
- Krátkodobá orientace – dlouhodobá orientace

### DimenzeF. Trompenaarse
Fons Trompenaars ve své práci vycházel především z Hofstedeho dimenzí. Vyvinul vlastní systém dimenzí, které se zakládají na postojích lidí.
- Postoj lidí k času
- Postoj lidí k přírodě
- Postoj lidí k ostatním lidem
  - Universalismus x partikularismus
  - Kolektivismus x individualismus
  - Neutrální x emocionální
  - Difúzní x specifický

### StandardyA. Thomase
Alexander Thomas je německý psycholog, který se zaměřoval na interkulturní psychologii. Přišel s pojmem kulturní standardy, které popisuje jako centrální vlastnosti jedné kultury. Definuje je následovně: „Pod pojmem kulturní standardy se rozumí všechny druhy vnímání, myšlení a jednání, na které je nahlíženo od většiny členů určité skupiny osobně a od ostatních normálně, samozřejmě, typicky a závazně. Vlastní a cizí chování je posuzováno a regulováno na základě těchto kulturních standardů.“

### Kulturní typologie
Řada autorů při studiu a hodnocení organizačních kultur tíhne k vytváření typologií, tedy dělení organizačních kultur na základě vybraných společných prvků. Kromě teoretického přínosu, který prohlubuje vědecké poznání v této oblasti, nabízí kulturní typologie i přínos praktický, kdy je vedoucím pracovníkům v organizaci umožněno porovnat svou organizaci s typickými případy, které v realitě existují.
Patrně první publikovanou kulturní typologií je typologie R. Harrisona a Ch. Handyho. Harrison vymezil čtyři základní typy, které označil jako kulturu moci, kulturu rolí, kulturu úkolů a kulturu osob. Ch. Handy tyto čtyř základní typy později rozpracoval v souvislosti s organizační strukturou firmy a jednotlivé typy kultury popsal pomocí piktogramů. Kulturou moci se vyznačují organizace, v nichž má dominantní postavení jedinec či jedinci v centru organizace. Piktogram označující kulturu moci představuje pavučinu, z jejíhož středu se rozbíhají paprsky moci a vlivu. Kultura úkolů je orientována na plnění úkolů či projektů, čemuž je podřízeno vše ostatní. Hlavním úkolem managementu je efektivní alokace zdrojů pro plnění úkolů a projektů. Celkově je v této typologii patrné zaměření na výsledek. Kultura rolí je založena na pravidlech a postupech. Piktogram reprezentující kulturu rolí se dělí na dvě části – střechu reprezentující management firmy a pilíře reprezentující nižší organizační stupně, v nichž spočívá síla organizace. Tato typologie reprezentuje ty organizace, v nichž není vyžadován ani očekáván výkon mimo předem daná zadání. Kultura osob je kulturou, v níž je středem jedinec. Jednotliví členové této kultury jsou samostatní, pravomoci uvnitř organizace jsou sdíleny. Základem moci je zde odbornost.
Jiný přístup zvolili T. E. Deal a A. A. Kennedy, kteří svou typologii organizační kultury navrhli v kontextu prostředí, v kterém organizace funguje. Typologie T. E. Deala a A. A. Kennedyho identifikuje rovněž čtyři základní typy kultury. Popsané čtyři základní typy jsou odvozeny od míry rizika, která je spojena s aktivitami, které firmy realizují, a od rychlosti zpětné vazby ze strany trhu. Kultura tvrdé práce je obvykle zaměřena na zákazníka a jeho potřeby, zaměstnanci jsou zaměřeni na plnění výkonových měřítek a jsou ztotožněni spíše s činností jako takovou než s organizací. Kultura drsných hochů označuje firmy, které jsou úspěšné ve vysoce rizikovém prostředí. Uvnitř firmy převládá individualismus a soupeřivost, typické je pro organizace s danou kulturou také vysoká fluktuace pracovníků. Procesní kultura upřednostňuje technickou dokonalost, zaměření na přesnost a detaily, což umožňuje částečně negovat dopady pomalé zpětné vazby ze strany trhu. Občas jsou pracovníci organizací s procesní kulturou popsáni jako ti, kteří se soustředí více na to, jak se věci dělají, než co dělají. Pro organizace s kulturou sázky na budoucnost je typické, že správnost rozhodnutí nejvyššího vedení se ukazuje až s dlouhým časovým odstupem, což vyžaduje velkou míru uvážlivosti a komplexní prověřovací a kontrolní mechanismy, které vstupují do těchto rozhodnutí. Dalším znakem těchto firem je velmi pomalý kariérní postup a hluboký respekt k hierarchii a schopnostem nadřízených.
V kontextu prostředí, ve kterém organizace funguje, vznikla i kulturní typologie R. E. Quinna a jeho spolupracovníků. Tato typologie rozlišuje organizace pomocí škály flexibilita – stabilita a kontrola a škály interní zaměření a integrace – externí zaměření a diferenciace. Klanová kultura reprezentuje organizace rodinného typu s přátelským pracovním prostředím. Typická je zde vysoká oddanost firmě, sdílení cílů a hodnot. Adhokratická kultura popisuje dynamické organizace zaměřené na inovace, jejichž nejvýznamnějším artiklem jsou iniciativní individuální pracovníci. Pro hierarchickou kulturu jsou nejdůležitější pravidla a předpisy, jejím cílem je stabilita a efektivnost. Úspěch je zde často definován spolehlivostí či plněním harmonogramů. Tržní kultura označuje organizace zaměřené na výsledky, jejichž zaměstnanci jsou soupeřiví a zaměřeni na cíle.

### Rámec jako nástroj pro studium organizační kultury
Řada autorů zejména v poslední době přistupuje ke studiu kultury praktičtějším způsobem, který vyžaduje nástroj umožňující detailnější rozbor organizace, který zároveň nebude finančně ani časově příliš nákladný u větších organizací. Příkladem takového nástroje je framework neboli rámec (v tomto kontextu podpůrná struktura umožňující hodnocení). Příkladem může být Competing values framework (česky model soupeřících hodnot). Pomocí modelu soupeřících hodnot lze extenzivně zkoumat kulturu v dané organizaci i z pozice laika na poli organizační kultury. Tento přístup v sobě spojuje výhody kvantitativních i kvalitativních metod výzkumu – tedy opakovatelnost, srovnatelnost nebo relativní finanční a časovou nenáročnost (v porovnání s extenzivním kvalitativním výzkumem) při zachování vysoké míry detailu.

## Prvky organizační kultury
„Prvky organizační kultury nejsou autory vymezovány a kategorizovány zcela jednotně, nicméně nejčastěji jsou za prvky kultury považovány základní předpoklady, hodnoty, normy, postoje a dále vnější manifestace kultury, které bývají označovány jako artefakty materiální i nemateriální (behaviorální) povahy.“ Tento výčet prvků je založen na Scheinově tříúrovňovém modelu.
Jako základní předpoklady lze označit vnímání reality, které je považováno za samozřejmé a neměnné. Tyto předpoklady jsou automatické a nevědomé, proto jsou obtížně identifikovatelné. Hodnotou rozumíme něco, co jedince považuje za důležité, vyjadřuje obecné preference a mínění, co je důležité (v kontextu organizační kultury se jedná o mínění, co je důležité pro samotnou organizaci).
Normou je v souvislosti s organizační kulturou míněna norma chování, která je v organizaci jejími členy vyžadována. Norma „vymezuje chování, které v organizaci je a není akceptovatelné (…), čímž zajišťuje stabilní a předvídatelné prostředí.“ Postoj reprezentuje názor jedince či skupiny. Předmětem názoru mohou být víceméně libovolné části organizace, od jiných jedinců či skupin přes jiné prvky organizační kultury (např. normy) až po strategii organizace. Pojem artefakt zahrnuje celou řadu součástí. Schein např. uvádí dress code, úroveň formality vůči autoritám, pracovní dobu, porady či setkání (jejich pravidelnost, délka), způsoby rozhodování, způsoby učení nových věcí, společenské akce, žargon, symboly identity, obřady a rituály, způsoby řešení konfliktů, rovnováhu mezi prací a rodinou. Tento výčet generalizuje jako veškeré projevy kultury, které člověk vnímá, a to především tehdy, když je pro něj kultura nová a nezvyklá. Lze je snadno pozorovat či popsat, jejich význam je však obtížně dešifrovatelný.
V souvislosti s artefakty je vhodné zmínit i pojem organizační klima. Schein ho řadí právě mezi artefakty a popisuje ho jako produkt základních (podprahových) předpokladů, tedy jako manifestaci kultury (jak organizaci vnímají její členové), nicméně upozorňuje, že ně-kteří autoři nahlíží na organizační klima jako na ekvivalent organizace.